# Friedrich Geyr von Schweppenburg (Politiker, 1831)
Friedrich Leopold Reichsfreiherr Geyr von Schweppenburg (* 26. Oktober 1831 auf Burg Müddersheim; † 10. August 1904 ebenda) war ein deutscher Rittergutsbesitzer und Politiker aus dem Adelsgeschlecht Geyr von Schweppenburg.

## Leben
Geyr von Schweppenburg war der Sohn des Rittergutsbesitzers und Abgeordneten Friedrich Wilhelm Reichsfreiherr Geyr von Schweppenburg (* 21. Juni 1802 in Köln; † 12. Mai 1859 in Soest) und dessen Ehefrau Theresia Josephine Antoinetta Helena Maria Walburga Freiin von und zu Fürstenberg-Herdringen (* 20. März 1805 in Herdringen; † 28. April 1883 in Bonn). Er war katholisch und heiratete am 24. Juli 1876 in Eltville Sophie Agathe Walburga Thecla Gräfin und Edele Herrin von und zu Eltz gen. Faust von Stromberg (* 7. August 1854 in Bogdanovce bei Vukovar; † 11. August 1910 in Müddersheim).
Geyr von Schweppenburg besuchte von 1848 bis 1853 die Ritterakademie Bedburg und schlug nach der Reifeprüfung die Militärlaufbahn ein. Er schied als Rittmeister der Reserve aus dem Militärdienst aus. Er lebte als Rittergutsbesitzer auf Burg Müddersheim. 1870 wurde er mit dem Eisernen Kreuz ausgezeichnet und Juli 1879 zum königlichen Kammerherren ernannt.

## Politik
Von 1866 bis 1875 war er Stellvertretender Abgeordneter im Provinziallandtag der Rheinprovinz im Stand der Ritterschaft und für die Regierungsbezirke Aachen/Düsseldorf. Von 1877 bis 1883 war er dann Abgeordneter im Provinziallandtag der Rheinprovinz. 1885 war er an der Landtagsteilnahme verhindert dann aber wieder von 1886 bis zu seinem Tod 1904 Abgeordneter. August 1883 wurde er zum Mitglied auf Lebenszeit im Preußischen Herrenhaus berufen. Von 1880 bis 1902 war er Kreistagsmitglied im Kreis Düren, von 1885 bis 1904 erster Kreisdeputierter in Düren und von 1888 bis 1904 Mitglied des Kreisausschusses.